# 建德站
建德站是杭黄客运专线上的车站，亦是建设中杭衢铁路，金建铁路上的车站，位于中国浙江省杭州市建德市杨村桥镇梓源村，2018年12月25日随杭黄客运专线一并投入使用。

## 车站结构

### 站房
建德站站房位于站场南侧，建筑面积12000平方米。站房外立面呈“人”字形，以红色为基调。候车室内分别装饰有新安江水电站以及新安江、兰江和富春江三江在古代严州府交汇为主题的浮雕。
- 售票处
- 候车室
- 候车室内以新安江水电站为主题的浮雕
- 出站口

### 站场
建德站杭黄场为2台5线，部分站场设在高架上，最高距离地面39米。既有站场北侧规划有建衢场，有杭衢铁路经过，规模1台4线。
| 2F |          | 杭衢预留                              |
| 2F | 侧式站台 |                                       |
| 2F | 3站台    | 杭黄客运专线 往杭州南方向（桐庐站）   |
| 2F | 通过线   | 杭黄客运专线 上行列车通过线           |
| 2F | 通过线   | 杭黄客运专线 下行列车通过线           |
| 2F | 2站台    | 杭黄客运专线 往黄山北方向（千岛湖站） |
| 2F | 岛式站台 |                                       |
| 2F | 1站台    | 建设中                                |
| 1F | 站房     | 出站口、进站口、售票、候车、检票口1   |

## 接驳交通

### 公交
建德201路 汽车南站←→高铁站（途径站点：汽车南站-白沙大桥-市一医院-碧江花苑-大润发超市-妇幼保健院-青龙头-客运中心）
建德202路 汽车南站←→高铁站（途径站点：汽车南站-白沙大桥-新一中-大转盘-客运中心-青龙头-(下涯)-高铁站)